# Помона (остров)
Помона (англ. Pomona Island) — остров в Новой Зеландии. Административно входит в состав региона Саутленд.

## География
Помона представляет собой небольшой остров, расположенный в озере Манапоури в границах Национального парка Фьордленд в юго-западной части острова Южный. Общая площадь суши составляет 2,62 км², что делает Помона не только крупнейшим островом в озере Манапоури, но и крупнейшим озёрным островом Новой Зеландии.
С точки зрения геологии, Помона представляет собой гранитный холм, высшая точка которого достигает 340 м над уровнем озера Манапоури.
В ходе исследований в 1984 году на острове было зарегистрировано 117 видов растений. В местных лесах преимущественно произрастают серебряный и чёрный южные буки с подокарпами и другими широколиственными деревьями. Встречается несколько видов орхидей.

## История
Остров был назван Джеймсом Маккерроу (англ. James McKerrow) в честь крупнейшего острова в составе Оркнейских островов, Мейнленд, который также называют Помона.